# Qiemo (häradshuvudort i Kina, Xinjiang Uygur Zizhiqu, lat 38,13, long 85,53)
Qiemo (kinesiska: 且末, 且末县) är en häradshuvudort i Kina. Den ligger i den autonoma regionen Xinjiang, i den nordvästra delen av landet, omkring 650 kilometer söder om regionhuvudstaden Ürümqi. Antalet invånare är 65 572. Befolkningen består av 31 424 kvinnor och 34 148 män. Barn under 15 år utgör 19,0 %, vuxna 15-64 år 76 %, och äldre över 65 år 4,0 %.
Trakten runt Qiemo är nära nog obefolkad, med mindre än två invånare per kvadratkilometer. Det finns inga andra samhällen i närheten. Trakten runt Qiemo är ofruktbar med lite eller ingen växtlighet.
Genomsnittlig årsnederbörd är 47 millimeter. Den regnigaste månaden är juni, med i genomsnitt 12 mm nederbörd, och den torraste är oktober, med 1 mm nederbörd.